# 별난여자 별난남자
《별난여자 별난남자》는 2005년 9월 26일부터 2006년 5월 19일까지 방영된 한국방송공사 1TV 일일연속극이다.

## 등장인물

### 주요 인물
- 김아중: 김종남 역 - 주인공. 빨강머리 앤. 쇼 호스트로 성공한다.
- 정준: 장기웅 역 - 장씨 집안 장손. 웰빙 홈쇼핑 직원에서 후에 한쌈 도시락 창업.
- 고주원: 장석현 역 - 기웅의 사촌 동생. 웰빙 홈쇼핑 본부장.
- 김성은: 이해인 역 - 평강공주. 웰빙 홈쇼핑 상품개발팀장. 석현의 약혼녀.

### 기웅이네
- 김영옥: 서말자 역 - 기웅과 석현의 할머니.
- 강인덕: 장재도 역 - 택시 기사. 기웅과 다정 남매의 아버지. 석현의 생부 재옥의 오빠
- 김해숙: 강민숙 역 - 기웅과 다정 남매의 어머니. 석현의 생모
- 선지현: 장다정 역 - 고등학생. 기웅과 석현의 여동생. 발랄하다.
- 이경진: 장재옥 역 - 재도의 여동생. 분식집 운영. 종남의 수양어머니

### 석현이네
- 이영하: 장재만 역 - 석현의 아버지. 바람둥이.
- 박정수: 정나라 역 - 석현의 어머니. 여장부.

### 해인이네
- 안석환: 이병두 역 - 대기업 간부. 해인의 아버지 옥두의 오빠.
- 김혜옥: 최유정 역 - 해인의 어머니. 나라의 친구.
- 이일화: 이옥두 역 - 병두의 여동생.

### 웰빙 홈쇼핑
- 최승경: 박중경 역
- 서윤재: 고리라 역
- 심민: 오경주 역
- 이상원: 유두만 역

### 그 외 인물
- 양진우: 최인범 역
- 차현정: 혜영 역 - 종남의 친구
- 김하은
- 고규필
- 나경민

## 연장
- 별난여자 별난남자 방영 분량이 150부작에서 20회 연장되어 170부작으로 변경 및 확정되었다.[1]

## 수상 경력
- 2005년 KBS 연기대상 여자 신인상 김아중
- 2005년 KBS 연기대상 남자 신인상 고주원
- 2005년 KBS 연기대상 남자 조연상 안석환
- 2005년 KBS 연기대상 여자 최우수상 김해숙

## 참고 사항
- 당초 <엄마의 뜰>, <미우나 고우나>란 제목이 거론되었으나, <엄마의 뜰>은 드라마의 활기찬 분위기와 맞지 않는 무거운 드라마란 느낌을 받을 수 있어서 <미우나 고우나>로 변경을 했으나 이 제목마저 무산된 바 있었다.
- 담당 PD 이덕건은 <별난여자 별난남자>를 통해 처음 일일극 연출을 맡았다.
- 초반에는 반응이 저조했으나 MBC HD 일일연속극 <굳세어라 금순아> 종영 후 높은 인기를 얻었다.[2]
- 연장으로 전개가 느려져 비난을 받기도 했다.[3]

## 같이 보기
- 대한민국의 텔레비전 드라마
- 대한민국의 텔레비전 프로그램 목록